# 南化塘镇
南化塘镇，是中华人民共和国湖北省十堰市郧阳区下辖的一个乡镇级行政单位。

## 行政区划
南化塘镇下辖以下地区：
南化村、关帝庙村、化山村、盐池村、杜家河村、青岩村、郑家村、西河村、马头村、四泉村、罗堰村、玉皇山村、大桑树村、长新村、大坪村、玉皇观村、楼房沟村、江湾村、谢家沟村、东溪村、李家庄村、马纵岭村、黄柿坪村、三道梁村、磊石河村、长富沟村、周庄村和观沟村。